# Campionati italiani estivi di nuoto 1982
I Campionati italiani assoluti di nuoto 1982 si sono svolti a Chiavari dal 20 al 23 agosto 1982. È stata utilizzata la vasca da 50 metri.

## Podi

### Uomini
| Evento               | Oro                                                                            | Tempo      | Argento                                                                                   | Tempo    | Bronzo                                                                                      | Tempo    |
| Stile libero         |                                                                                |            |                                                                                           |          |                                                                                             |          |
| 50 m                 | Marcello Guarducci                                                             | 23"68      | Stefano Corradi                                                                           | 23"96    | Andrea Ceccarini                                                                            | 23"97    |
| 100 m                | Raffaele Franceschi                                                            | 51"94      | Fabrizio Rampazzo                                                                         | 51"96    | Andrea Ceccarini                                                                            | 52"03    |
| 200 m                | Fabrizio Rampazzo                                                              | 1'52"15    | Paolo Revelli                                                                             | 1'52"82  | Federico Silvestri                                                                          | 1'53"93  |
| 400 m                | Mauro Rodella                                                                  | 3'56"73 IR | Federico Silvestri                                                                        | 4'00"74  | Marco Dell'Uomo                                                                             | 4'02"49  |
| 1500 m               | Renato Paparella                                                               | 15'33"17   | Marco Bertinetti                                                                          | 15'42"04 | Stefano Grandi                                                                              | 15'54"19 |
| Dorso                |                                                                                |            |                                                                                           |          |                                                                                             |          |
| 100 m                | Paolo Falchini                                                                 | 59"60      | Giovanni Franceschi                                                                       | 59"61    | Fabrizio Bortolon                                                                           | 1'00"13  |
| 200 m                | Paolo Falchini                                                                 | 2'07"13    | Andrea Santi                                                                              | 2'08"94  | Fabrizio Bortolon                                                                           | 2'10"26  |
| Rana                 |                                                                                |            |                                                                                           |          |                                                                                             |          |
| 100 m                | Raffaele Avagnano                                                              | 1'06"48    | Gianni Minervini                                                                          | 1'06"62  | Carlo Travaini                                                                              | 1'06"79  |
| 200 m                | Raffaele Avagnano                                                              | 2'22"18    | Rico Rolli                                                                                | 2'24"37  | Cesare Fabbri Massimo Trevisan I                                                            | 2'24"69  |
| Farfalla             |                                                                                |            |                                                                                           |          |                                                                                             |          |
| 100 m                | Fabrizio Rampazzo                                                              | 55"18      | Paolo Revelli                                                                             | 56"70    | Marco Tornatore                                                                             | 56"93    |
| 200 m                | Paolo Revelli                                                                  | 2'02"85    | Giiulio Sartorio                                                                          | 2'04"02  | Andrea Calabria                                                                             | 2'04"99  |
| Misti                |                                                                                |            |                                                                                           |          |                                                                                             |          |
| 200 m                | Giovanni Franceschi                                                            | 2'06"06    | Paolo Revelli                                                                             | 2'08"32  | Maurizio Divano                                                                             | 2'09"89  |
| 400 m                | Giovanni Franceschi                                                            | 4'30"45    | Maurizio Divano                                                                           | 4'30"86  | Ivan Gritti                                                                                 | 4'31"61  |
| Staffette            |                                                                                |            |                                                                                           |          |                                                                                             |          |
| 4x100 m stile libero | FF. OO. Roma Fabrizio Rampazzo Marco Colombo Giorgio Quadri Guido Armani       | 3'27"96    | Nuotatori Milanesi Raffaele Franceschi Metello Savino Giovanni Franceschi Beretta         | 3'31"19  | Imperi Stefano Corradi Luigi Manni Guidi Lapucci                                            | 3'36"40  |
| 4x200 m stile libero | FF. OO. Roma Giorgio Quadri Marco Colombo Gianluca Giglietti Fabrizio Rampazzo | 7'36"87    | De Gregorio Marco Dell'Uomo Fabrizio Bortolon Mario Silvestri Paolo Revelli               | 7'45"27  | Nuotatori Milanesi Raffaele Franceschi Metello Savino Giuseppe Spalenza Giovanni Franceschi | 7'47"66  |
| 4x100 m misti        | FF. OO. Roma Marco Colombo Giorgio Lalle Fabrizio Rampazzo Gianluca Giglietti  | '3'53"08   | Nuotatori Milanesi Giovanni Franceschi Piero Tenderini Metello Savino Raffaele Franceschi | 3'55"02  | De Gregorio Fabrizio Bortolon Ceresi Paolo Revelli Marco Dell'Uomo                          | 3'58"61  |

### Donne
| Evento               | Oro                                                                           | Tempo   | Argento                                                                     | Tempo   | Bronzo                                                                 | Tempo   |
| Stile libero         |                                                                               |         |                                                                             |         |                                                                        |         |
| 50 m                 | Marina Duro                                                                   | 27"38   | Grazia Colombo                                                              | 27"51   | Laura Filosini                                                         | 27"55   |
| 100 m                | Laura Filosini                                                                | 59"64   | Grazia Colombo                                                              | 59"71   | Silvia Persi                                                           | 59"82   |
| 200 m                | Carla Lasi                                                                    | 2'04"99 | Elisabetta Fusi                                                             | 2'07"52 | Lucia Alessio                                                          | 2'07"88 |
| 400 m                | Carla Lasi                                                                    | 4'20"07 | Tanya Vannini                                                               | 4'23"23 | Elisabetta Fusi                                                        | 4'25"52 |
| 800 m                | Carla Lasi                                                                    | 8'57"49 | Tanya Vannini                                                               | 9'00"46 | Elisabetta Fusi                                                        | 9'02"90 |
| Dorso                |                                                                               |         |                                                                             |         |                                                                        |         |
| 100 m                | Manuela Carosi                                                                | 1'05"29 | Ilaria Tocchini                                                             | 1'05"89 | Giulia Garbi                                                           | 1'07"95 |
| 200 m                | Manuela Carosi                                                                | 2'19"89 | Martina Giuliani                                                            | 2'23"64 | Elisabetta Costa                                                       | 2'24"18 |
| Rana                 |                                                                               |         |                                                                             |         |                                                                        |         |
| 100 m                | Manuela Dalla Valle                                                           | 1'13"05 | Alessandra Zambruno                                                         | 1'13"83 | Simona Brighetti                                                       | 1'14"39 |
| 200 m                | Simona Brighetti                                                              | 2'39"52 | Laura Dusio                                                                 | 2'39"96 | Manuela Dalla Valle                                                    | 2'39"99 |
| Farfalla             |                                                                               |         |                                                                             |         |                                                                        |         |
| 100 m                | Cinzia Savi Scarponi                                                          | 1'02"13 | Ilaria Tocchini                                                             | 1'04"09 | Cristina Quintarelli                                                   | 1'04"27 |
| 200 m                | Anna Amadori                                                                  | 2'17"81 | Cristina Quintarelli                                                        | 2'18"45 | Silvia Ferdin                                                          | 2'19"83 |
| Misti                |                                                                               |         |                                                                             |         |                                                                        |         |
| 200 m                | Cinzia Savi Scarponi                                                          | 2'18"84 | Manuela Dalla Valle                                                         | 2'22"80 | Laura Belotti                                                          | 2'25"65 |
| 400 m                | Roberta Felotti                                                               | 5'03"58 | Martina Giuliani                                                            | 5'05"80 | Anna Amadori                                                           | 5'06"94 |
| Staffette            |                                                                               |         |                                                                             |         |                                                                        |         |
| 4x100 m stile libero | Roma Nuoto Cinzia Savi Scarponi Beatrice Scarnati Manuela Carosi Silvia Persi | 4'00"61 | RN Legnano Manuela Dalla Valle Grazia Colombo Gambolo Laura Montalbetti     | 4'02"68 | Canottieri Aniene S. Ranucci Maria Pia Caracò Sterpetti Laura Filosini | 4'02"90 |
| 4x200 m stile libero | Roma Nuoto Silvia Persi Anna Amadori Cinzia Savi Scarponi Manuela Carosi      | 8'38"81 | RN Legnano Laura Montalbetti Gambolò Manuela Dalla Valle Grazia Colombo     | 8'45"64 | Mestrina Bertin Borme Baldin Gallo                                     | 8'47"03 |
| 4x100 m misti        | Roma Nuoto Manuela Carosi Martina Giuliani Cinzia Savi Scarponi Silvia Persi  | 4'28"15 | RN Legnano Piera Colla Manuela Dalla Valle Laura Montalbetti Grazia Colombo | 4'28"33 | Fiat Ricambi Donatella Bruno Laura Dusio Monica Vallarin Elena Prato   | 4'29"55 |